# 崇实中学旧址
崇实中学旧址，位于山东省烟台市龙口市东莱街道办事处沿河东路河东街1号，是中华人民共和国山东省文物保护单位之一。
2006年12月7日，授予山东省文物保护单位，是一座近现代重要史迹及代表性建筑。